# ویرمپتینم
ویرمپتینم (به انگلیسی: Veerampattinam) یک روستا در هند است که در Ariyankuppam Commune واقع شده‌است.

## نگارخانه

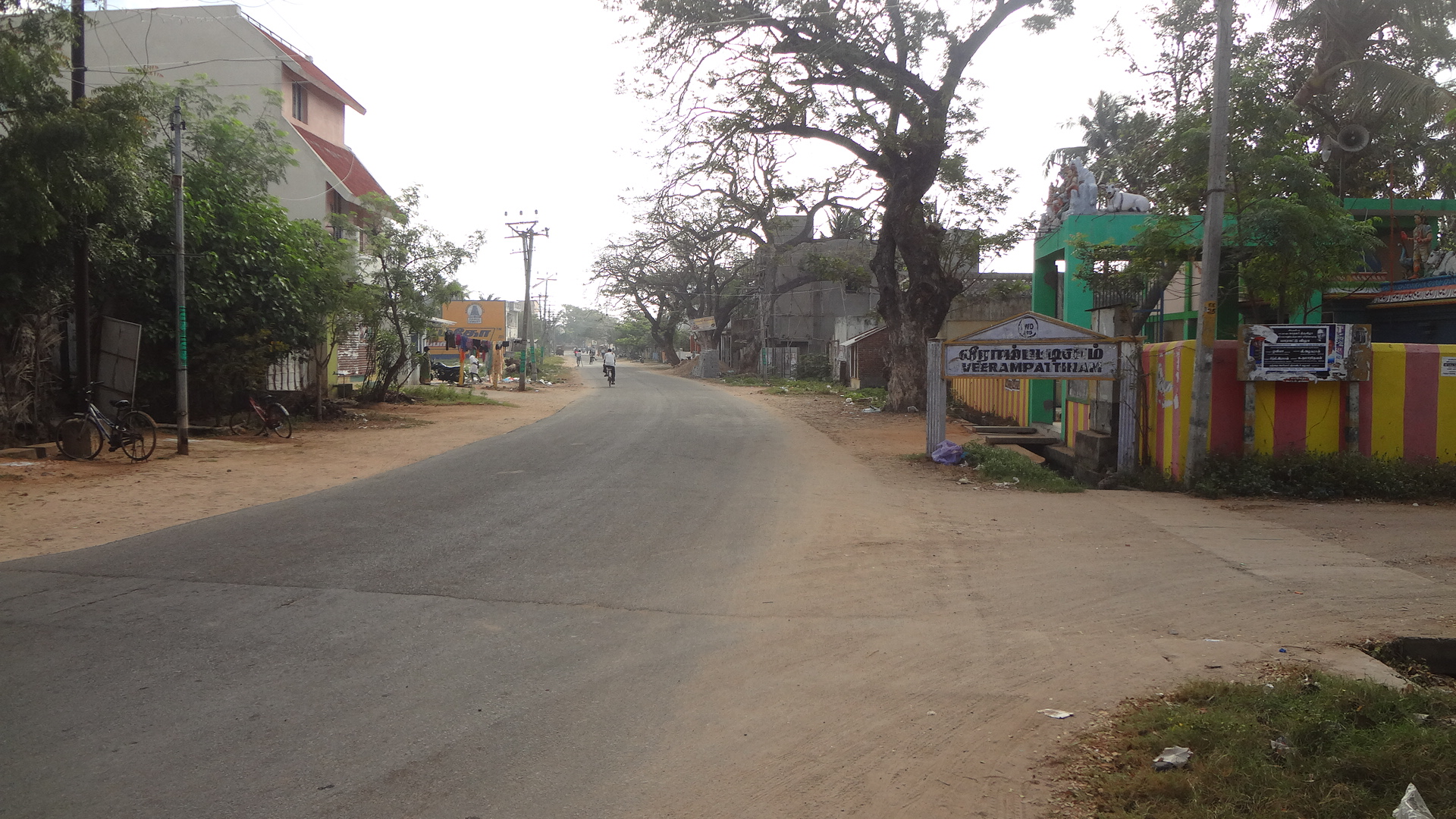
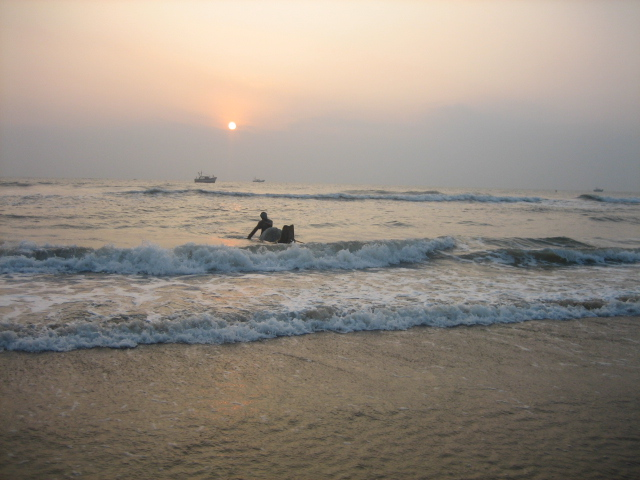